# Eresus pharaonis
Eresus pharaonis är en spindelart som beskrevs av Charles Athanase Walckenaer 1837. Eresus pharaonis ingår i släktet Eresus och familjen sammetsspindlar.
Artens utbredningsområde är Egypten. Inga underarter finns listade i Catalogue of Life.